# Ludność Elbląga

## LudnośćElbląga
- 1337 – ok. 1 500
- 1466 – ok. 10 000[1]
- 1594 – ok. 30 000[2]
- 1772 – 10 733[3]
- 1781 – 15 768
- 1790 – ok. 14 000
- 1792 – 14 157[4]   (w tym 12 Żydów)
- 1798 – 16 787   (w tym 95 Żydów)[5]
- 1800 – ok. 20 000
- 1816 – 17 850   (w tym 216 Żydów)[5]
- 1817 – 18 407
- 1826 – 22 115
- 1831 – 17 761   (w tym 305 Żydów)[5]
- 1840 – 18 617   (w tym 371 Żydów)[5]
- 1849 – 21 386   (w tym 434 Żydów)[5]
- 1861 – 25 539   (w tym 475 Żydów)[5]
- 1864 – 27 537   (włącznie z wojskiem)
- 1865 – ok. 27 000
- 1867 – 28 055[6]   (w tym 484 Żydów)
- 1871 – 31 164   (w tym 549 Żydów)[5]
- 1872 – 33 489[2]
- 1875 – 33 520[7]
- 1880 – 35 842[5][7]   (włącznie z wojskiem)[8]
- 1885 – 38 278[7]
- 1890 – 41 576   (w tym 484 Żydów)[5][7]
- 1900 – 52 518[7]   (w tym 445 Żydów[5] i 115 Polaków)
- 1905 – 55 627  (w tym 445 Żydów)
- 1910 – 58 636[7]   (w tym 371 Żydów)[5]
- 1918 – ok. 65 000
- 1921 – ok. 68 000
- 1925 – 67 878[7]  (w tym 434 Żydów)
- 1928 – 69 900[9]
- 1929 – 70 900[9]
- 1933 – 72 409[7]  (w tym 367 Żydów)
- 1935 – ok. 75 000
- 1939 – 85 952  (w tym 53 Żydów)[10]
- 1943 – 97 370
- 1945 – 22 179   (w tym 16 838 Niemców i 5 341 Polaków)
- 1946 – 20 924   (spis powszechny)
- 1947 – 20 900[11]
- 1948 – 35 876
- 1949 – 46 564
- 1950 – 48 112   (spis powszechny)
- 1955 – 65 909
- 1960 – 76 513   (spis powszechny)
- 1961 – 79 500
- 1962 – 81 400
- 1963 – 83 200
- 1964 – 84 300
- 1965 – 84 543
- 1966 – 85 600
- 1967 – 85 400
- 1968 – 86 600
- 1969 – 87 900
- 1970 – 90 051   (spis powszechny)
- 1971 – 91 366
- 1972 – 92 600
- 1973 – 93 700
- 1974 – 95 219
- 1975 – 97 338
- 1976 – 99 500
- 1977 – 102 700
- 1978 – 104 900   (spis powszechny)
- 1979 – 108 100
- 1980 – 110 221
- 1981 – 112 136
- 1982 – 113 715
- 1983 – 115 864
- 1984 – 117 025
- 1985 – 118 492
- 1986 – 119 557
- 1987 – 121 775
- 1988 – 123 932   (spis powszechny)
- 1989 – 125 154
- 1990 – 126 056
- 1991 – 126 951
- 1992 – 127 324
- 1993 – 127 828
- 1994 – 128 475
- 1995 – 128 605
- 1996 – 128 828
- 1997 – 129 405
- 1998 – 129 782
- 1999 – 129 816
- 2000 – 128 305
- 2001 – 128 226
- 2002 – 128 016   (spis powszechny)
- 2003 – 127 941
- 2004 – 127 655
- 2005 – 127 275
- 2006 – 126 985
- 2007 – 126 710
- 2008 – 126 439
- 2009 – 126 419
- 2010 – 126 049[12]
- 2011 – 124 257
- 2012 – 123 659
- 2013 – 123 271
- 2014 – 122 368
- 2015 – 121 994
- 2016 – 121 191
- 2017 – 120 895
- 2018 – 120 142
- 2019 – 119 760
- 2020 – 119 097
- 2021 – 117 952

## Powierzchnia Elbląga
- 1326 – 0,22 km²
- 1913 – 18,20 km²
- 1917 – 19,00 km²
- 1933 – 31,00 km²
- 1946-1949 – 31,00 km²
- 1995 – 65,93 km²
- 1998 – 79,52 km²
- 2006 – 79,82 km²